# نووکرستیانوفسکویه
نووکرستیانوفسکویه (به لاتین: Novokrestyanovskoye) یک منطقهٔ مسکونی در روسیه است که در شهرستان کیزلیارسکی واقع شده‌است.